# Apollonisk och dionysisk
Apollonisk och dionysisk är ett filosofiskt och litterärt begreppspar, eller dikotomi, som baserar sig på vissa drag i antik grekisk mytologi. Flera filosofiska och litterära personer har tillgripit denna dikotomi i kritiska och kreativa verk, bland annat Plutarkos, Carl Jung, Friedrich Nietzsche, Robert A. Heinlein, Thomas Mann, Hermann Hesse, sångaren Jim Morrison, Ayn Rand, Stephen King, och kulturkritikern Camille Paglia. 
I grekisk mytologi, är Apollon och Dionysus båda Zeus söner. Apollo är solguden, ljus, musik, och poesi, medan Dionysus är vinets, extasens och berusningens gud. I det moderna litterära bruket av begreppet, symboliserar kontrasten mellan Apollo och Dionysus individualismens kontra helhetens principer, ljus kontra mörker eller civilisation kontra ursprunglig natur. De gamla grekerna betraktade inte de två gudarna som motsatser eller rivaler. Parnassus, det mytiska hemmet för poesi och all konst, associerades emellertid starkt med den ena eller den andra guden i olika legender.

## Tysk filosofi
Även om bruket av begreppen apollonisk och dionysisk oftast förknippas med Nietzsches Tragedins födelse (Die Geburt der Tragödie, 1872), var termerna i bruk före honom i Preussen. Poeten Hölderlin använde dem, medan Winckelmann talade om Bacchus, vinets gud.

## Nietzsches användning
Nietzsches estetiska bruk av begreppen, som senare utvecklades filosofiskt, utvecklades först i hans bok Tragedins födelse, som han publicerade 1872. Hans främsta premiss var här att sammansmältningen av dionysisk och apollonisk konstutövning bildar dramatisk konst, eller tragedier. Han fortsätter med att argumentera för att det inte har uppnåtts sedan de antika tragikerna. Nietzsche hävdar med kraft att framför allt Aiskylos verk, men också Sofokles, representerar höjdpunkten av konstnärligt skapande, det sanna förverkligandet av tragedin; det är med Euripides, hävdar han, som tragedins undergång börjar. Nietzsche protesterar mot Euripides utnyttjande av sokratisk rationalism i sina tragedier, och hävdar att man berövar tragedin dess grundval, nämligen den känsliga balansen mellan det dionysiska och det apolloniska, genom att blanda in etik och förnuft.
Apollo (apollonisk eller apollinsk): drömtillståndet eller önskan att skapa ordning, principium individuationis (individuationsprincipen), bildande konster, skönhet, klarhet, inskränkning av uppgjorda gränser, individualitet, förhärligande av sken/illusion, människor som konstnärer (eller media för konstens manifestationer), självkontroll, fulländning, uttömmande av möjligheter, skapelse. 
Dionysus (dionysisk): kaos, berusning, förhärligande av naturen, instinktiv, intuitiv, gäller lust- och smärtupplevelser, upplöst och därmed tillintetgjord individualitet, existensens helhet, orgiastisk passion, upplösande av alla gränser, excess, människan (-or) som konstverk och förhärligande av konst, förstörelse.
Det inbördes förhållandet mellan det apolloniska och dionysiska är tydligt, menade Nietzsche i Tragedins födelse, i den grekiska tragedins växelverkan. Dramats tragiske hjälte, som är huvudpersonen, kämpar för att skapa ordning (i den apolloniska bemärkelsen) av sitt orättvisa (kaotiska) Öde, fast han slutligen dör otillfredsställd. Denna tragedi tillåter publiken, ansåg Nietzsche, att uppfatta en underliggande essens som han kallade "ursprunglig enhet" och som väcker vår dionysiska natur till liv — vilket är nästan obeskrivligt lustfyllt. Även om han senare övergav denna tanke och kallade den "...tyngd av alla ungdomens misstag" (Försök till självkritik 2§) var det övergripande temat en sorts metafysisk tröst eller förbindelse med skapelsens hjärta, så att säga.

## Paglias användning
Camille Paglia skriver om det apolloniska och dionysiska i Sexual Personae. De två begreppen utgör poler i en serie dikotomier som bildar grund för Paglias teori. För henne är det dionysiska ktoniskt och det apolloniska ljust och strukturerat. Det dionysiska förknippas med naturen, kvinnor och sex, medan det apolloniska förknippas med klarhet, soliditet och könlöst målorienterat framsteg. Paglia tillskriver män som revolterar mot den kvinnliga dionysiska kraften och istället orienterar sig mot apollonisk ordnad skapelse all civilisationens framsteg. Det dionysiska är en kaosets och förstörelsens kraft som är det oemotståndligt lockande verkliga naturtillståndet, och att man vänt sig bort från det till socialt konstruerade dygder förklarar förekomsten av asexualitet och homosexualitet hos genier och i de kulturellt mest framgångsrika ställena såsom Aten.
Abraham Akkerman har utsträckt användningen av termerna apollonisk och dionysisk till ett argument om interaktion mellan medvetandet och den fysiska miljön. Han har pekat på maskulina och feminina drag hos städernas skepnad..

## Apollonianism i lingvistik
På liknande sätt som Nietzsche använder en del lingvister Apollonianism (engelska) för att ange "önskan att beskriva och skapa ordning, särskilt ifråga om obekant information eller ny erfarenhet".
I lingvistik manifesterar sig apollonianism i rättfärdigande av bruket av ett ord och i ett behov av meningsfullhet. Ett exempel är unga israeler som hör namnet på barnboksförfattaren Dr. Seuss, vilket uttalas "doktor sus" (דוקטור סוס). Många israeler är säkra på att han är "Doktor Häst" eftersom det hebreiska sus betyder häst - jämför folketymologin att detta beror på den allmänna förekomsten av djur i hans historier. Detta missförstånd kan ha att göra med lingvisten Einar Haugens allmänna påstående angående lånord att "varje talare försöker återskapa tidigare lärda lingvistiska mönster i ett försök att handskas med nya språkliga situationer".